# Eva Dufrane
Eva Dufrane (Mons, Bèlgica, 1858 - París, 1905) fou una cantant d'òpera belga.
Estudià a Brussel·les i a París, i cantà per primera vegada davant del públic en l'òpera La Juive de Halévy.
Fou una de les interpretes més distingides de les obres de Meyerbeer, i en els últims anys de la seva vida també es feu aplaudir en el repertori wagnerià.